# Gazije (Bośnia i Hercegowina)
Gazije (cyr. Газије) – wieś w Bośni i Hercegowinie, w Republice Serbskiej, w gminie Rogatica. W 2013 roku liczyła 5 mieszkańców.